# Goncourt
Goncourt era una comuna francesa situada en el departamento de Alto Marne, de la región del Gran Este. Desde el 1 de enero de 2019 es una comuna delegada de Bourmont-entre-Meuse-et-Mouzon.

## Geografía
Está ubicada a 40 km al noreste de Chaumont.

## Demografía
| 417 | 382 | 338 | 314 | 297 | 317 | 303 | 264 |
| Para los censos de 1962 a 1999 la población legal corresponde a la población sin duplicidades (Fuente: INSEE [Consultar]) |     |     |     |     |     |     |     |